# Dario Acquaroli
Dario Acquaroli (San Giovanni Bianco, 10 de marzo de 1975-9 de abril de 2023) fue un deportista italiano que compitió en ciclismo de montaña en la disciplina de campo a través. Ganó una medalla de bronce en el Campeonato Mundial de Ciclismo de Montaña en Maratón de 2005.

## Medallero internacional
| Campeonato Mundial | Campeonato Mundial    | Campeonato Mundial | Campeonato Mundial |
| Año                | Lugar                 | Medalla            | Competición        |
| ------------------ | --------------------- | ------------------ | ------------------ |
| 2005               | Lillehammer (Noruega) | Medalla de bronce  | Campo a través     |